# Andraca olivacea
Andraca olivacea är en fjärilsart som beskrevs av Matsumura 1927. Andraca olivacea ingår i släktet Andraca och familjen silkesspinnare. Inga underarter finns listade i Catalogue of Life.

## Bildgalleri

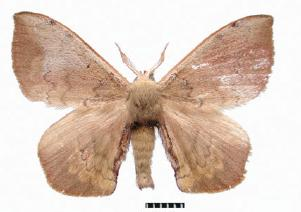